# Y 8400
,,
Les Y 8400 sont des locotracteurs de manœuvre de la SNCF. Ils sont les successeurs des Y 8000.

## Évolutions par rapport aux Y 8000
Successeurs directs des Y 8000, ils en reprennent la totalité des solutions constructives. Toutefois, ils sont équipés d'un équipement de télécommande, susceptible d'être utilisé pour les manœuvres sur les bosses des gares de triage, ainsi qu'un équipement de Veille Automatique à Contrôle du Maintien d'Appui (V.A.C.M.A, surnommée « l'homme mort »).
Quelques unités sont sorties d'usine, à titre expérimental, équipées d'un moteur diesel « Unidiesel », et les derniers de la série ont reçu un moteur Poyaud 6 en ligne équipé d'un turbo au lieu du V12 Poyaud atmosphérique. À partir de 2001, les Y 8400 sont remotorisés lors des grandes révisions avec des moteurs RVI (d'abord Euro 2 et ensuite Euro 3).
En 2012 il reste moins d'une vingtaine d'unités équipées de moteur Poyaud.

## Service assurés
Ces locotracteurs sont affectés au service de la manœuvre dans les gares et aux dessertes locales de courtes distances.

## Dépôts[4]puis Établissements Maintenance Traction[5],[6]avec l’activité 4 FRET[7]
- La Villette[4],[5],[6],[7]
- Chalindrey[7]
- Metz[4],[5],[6],[7]
- Strasbourg[6],[7]
- Lens[4],[5],[6],[7]
- Achères[4],[5],[6],[7]
- Sotteville[4],[5],[6],[7]
- Nantes[5],[6],[7]
- Bordeaux[4],[5],[6],[7]
- Toulouse[4],[5],[6],[7]
- Dijon[4],[5],[6],[7]
- Lyon-Vaise[5],[6],[7]
- Chambéry[4],[5],[6],[7]
- Marseille-Blancarde[4],[5],[6],[7]
- Nevers[5],[6],[7]
- Béziers-Dépôt[4],[5],[6],[7]et Atelier[6]

## Technicentre[8]ou Supervisions Techniques de Flottes[9]titulaires selon les appellations en sources communes avec lesY 8000[8],[9],[10]
- La Villette (41)[8]
- Épernay (4)[8]
- Metz (26)[8], (3)[9]
- Chalindrey (15)[8], (1)[9]
- Strasbourg (22)[8], (3)[9]
- Longueau (7)[8]
- Lens (40)[8], (3)[9]
- Achères (61)[8], (137)[9]
- Sotteville (27)[8], (14)[9]
- Rennes (18)[8], (7)[9]
- Nantes (21)[8], (10)[9]
- Tours - Saint-Pierre-des-Corps (26)[8], (38)[9]
- Limoges (15)[8], (5)[9]
- Bordeaux (27)[8], (33)[9]
- Toulouse (20)[8], (11)[9]
- Nevers (20)[8], (19)[9]
- Dijon (22)[8], (1)[9]
- Lyon-Vaise (23)[8], (4)[9]
- Chambéry (25)[8], (20)[9]
- Marseille (38)[8]
- Béziers (27)[8], (10)[9]
- STF Bourgogne Franche-Comté (2)[9]

- STF Thionville (82)[9], (71)[10]
- STF Masteris (27)[9]
- TECH. PACA/Avignon (39)[9]
- TECH. Rhône-Alpes/Vénissieux (20)[9]
- Activités FRET (348)[9] et (143 + 29)[10], INFRA (94)[9] et (155 + 42)[10], TER Bourgogne (2)[9], TER (3)[10] et AKIEM (45)[9]

## Modélisme
- Ce locotracteur a été reproduit en HO par la firme Roco[11]

## Galerie Photos

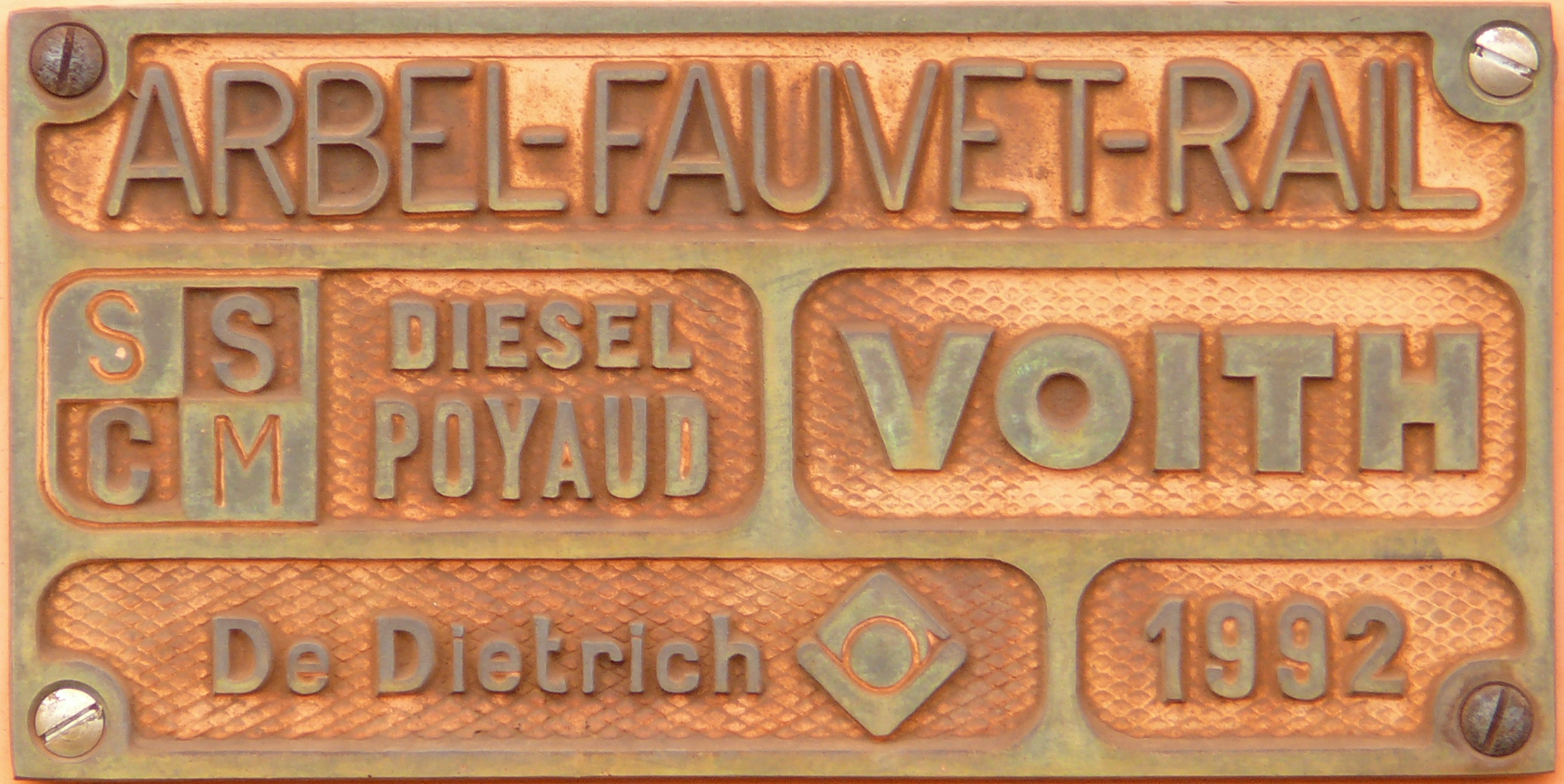
Plaque de constructeur du Y 8490
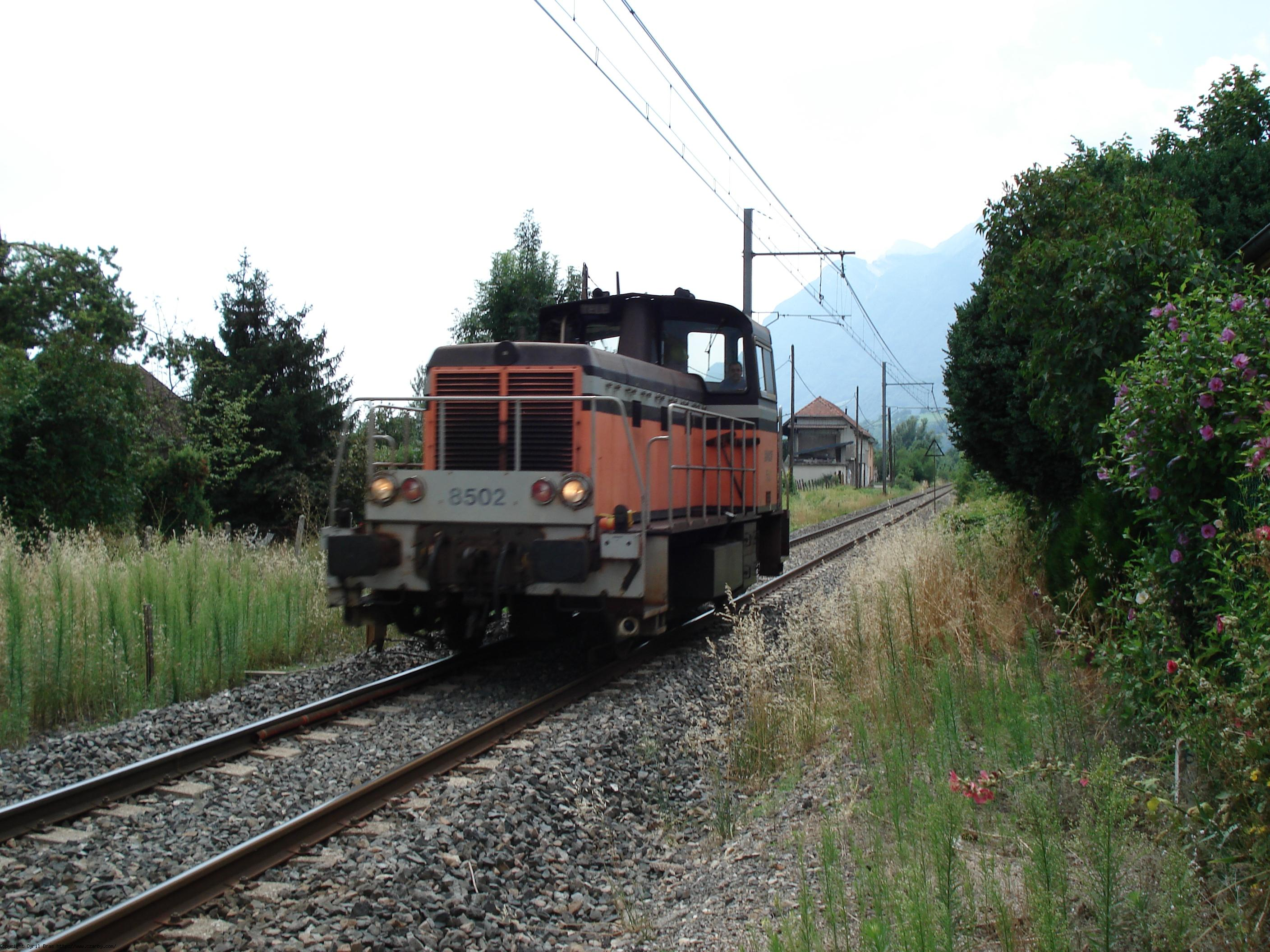
Le Y 8502 en livrée « Arzens » près d'Albertville

## Sources